# Sankt Sigfrids plan

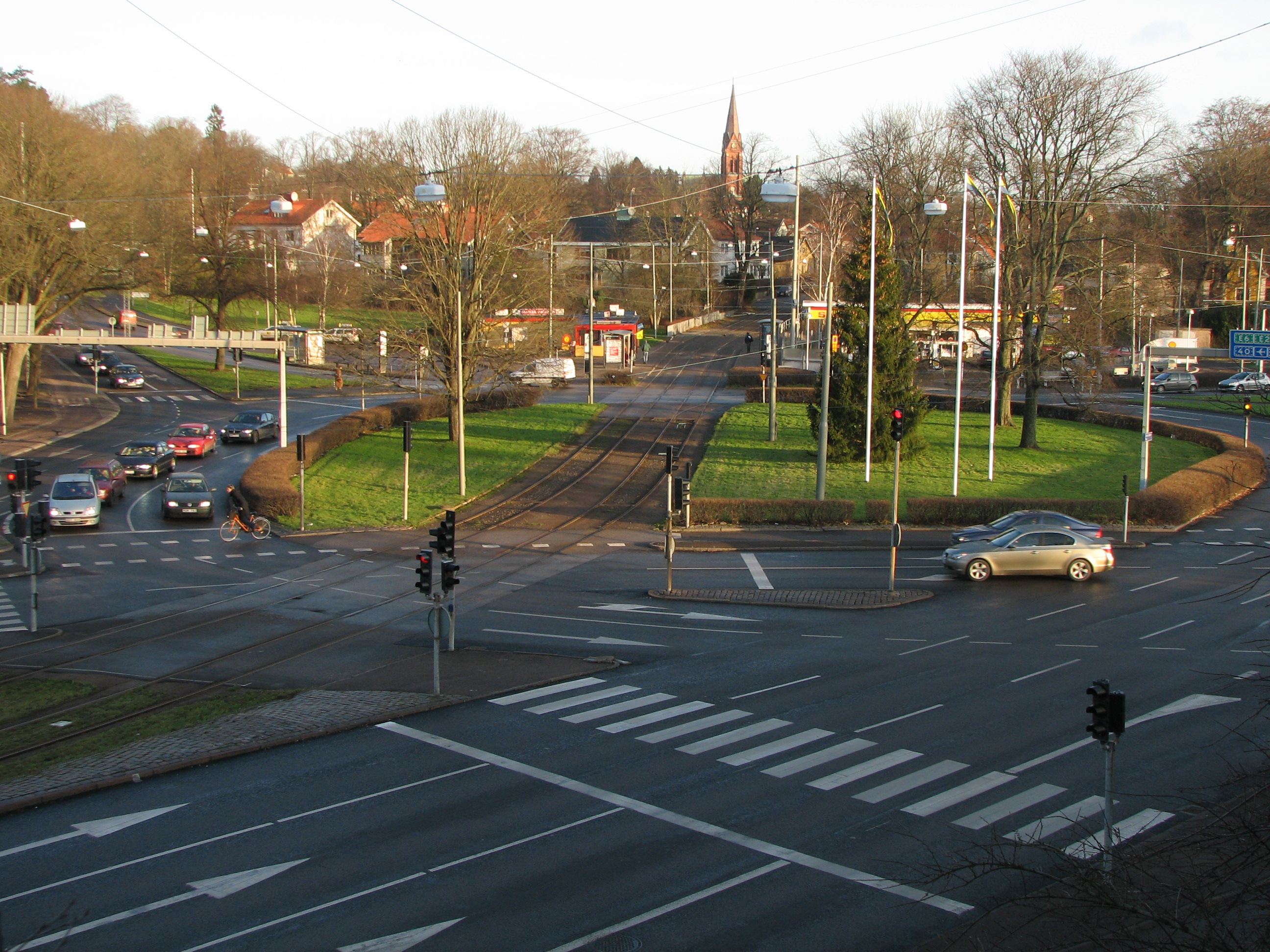
"Det finns en känsla av lycka, unik här i stan, på Sankt Sigfrids plan" skaldar Galenskaparna och After Shave. Vy åt nordost med rondellen i förgrunden och Örgryte nya kyrka i bakgrunden.

Sankt Sigfrids plan är en trafikknutpunkt i stadsdelen Bö i Örgryte i Göteborg.

## Historia
Sankt Sigfrids plan är namngiven efter Västergötlands beskyddare Sankt Sigfrid. Denne lät enligt sägnen på 1000-talet bygga den första kristna kyrkan i nuvarande Örgryte, som skall ha legat på samma plats som nuvarande Örgryte gamla kyrka alldeles intill Sankt Sigfrids plan. Denna sägen ska dock enligt författaren Peter Olausson enbart bygga på en spekulation från 1700-talsbiskopen och amatörhistorikern Erik Benzelius den yngre.
Platsen, som även kallas Sanktas, är cirka 130 x 70 meter stor, och fick sitt namn 1925 då den tillhörde stadsdelen Bö. Men redan i samband med Jubileumsutställningen i Göteborg 1923 användes beteckningen Sankt Sigfrids plan på området. I början av 1900-talet låg det en större damm (ungefär samma yta som Örgryte gamla kyrka) på platsen för den nuvarande gräsbevuxna rondellen, cirka 50 meter sydost om kyrkogårdsmuren.

## Omgivningen

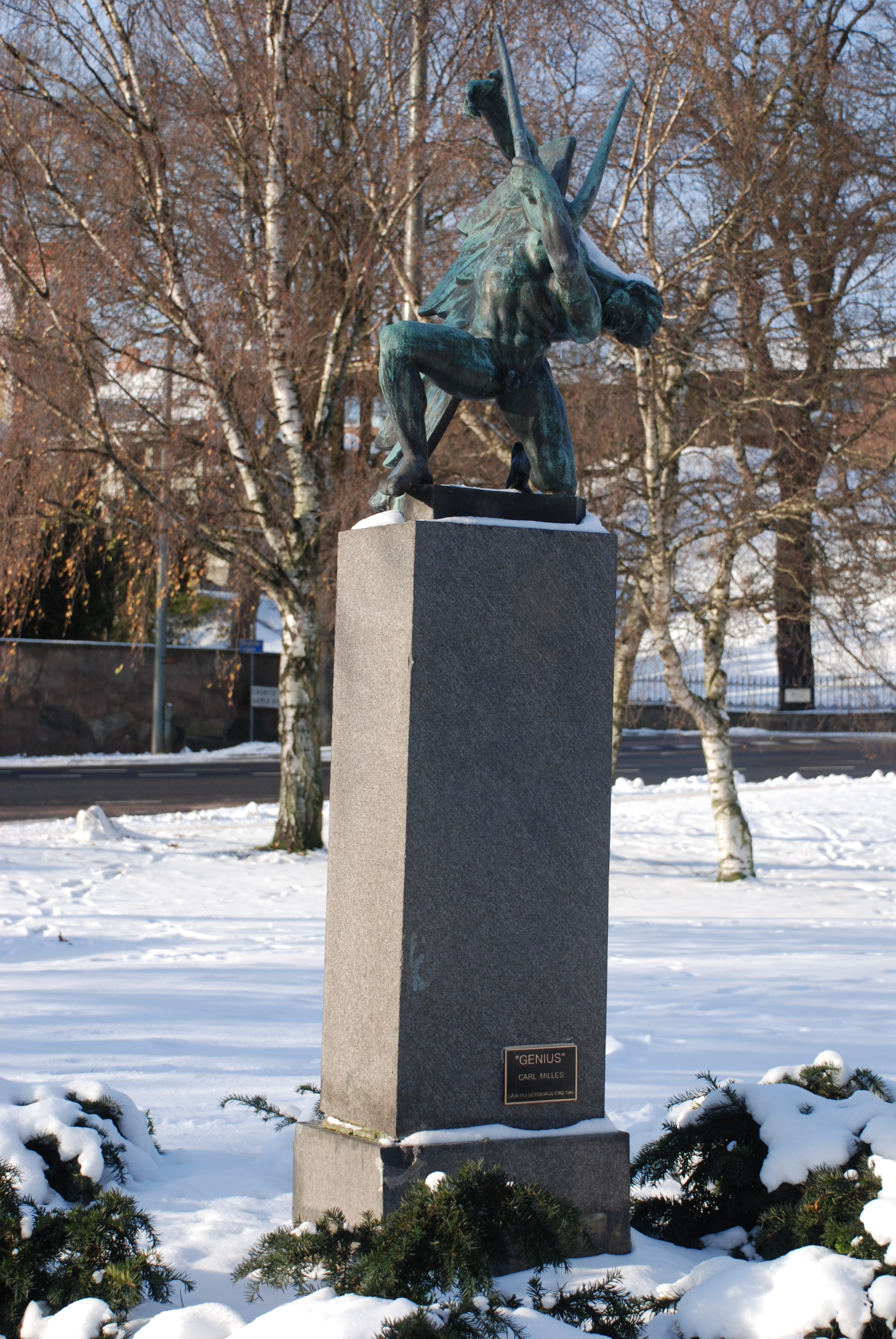
Carl Milles staty Genius vid Sankt Sigfrids plan.

På platsen sammanstrålar gatorna Örgrytevägen, Danska vägen, Delsjövägen och Sankt Sigfridsgatan, samt även de mindre gatorna Santessonsgatan (endast spårvagn) och Olof Skötkonungsgatan. Längs båda sidor av Santessonsgatan breder Örgryte trädgårdsstad ut sig, uppförd på 1920-talet. Sankt Sigfrids plan är medsols numrerad 1-8.
Enligt den ursprungliga stadsplanen från 1923 skulle platsen utformas relativt stadsmässigt, präglad av trädrader och en bågformad villabebyggelse i öster. Av detta kom endast trädraden längs kyrkogårdsmuren, samt bebyggelsen mellan Delsjövägen och Sankt Sigfridsgatan, att utföras.
På Sankt Sigfrids plan finns en mindre grönyta och ett litet trähus som i många år inrymde en kiosk, Sankta kiosken, oftast kallad Sanktas, men hösten 2010 blev lokalen istället fiskaffär.
År 1929 uppförde Göteborgs handelsbank en villa på platsens östra sida, i vilken en banklokal inrymdes i bottenvåningen. Därefter hade SEB bankkontoret. SEB lade ner kontoret våren 2022 och flyttade det till Kungsportsavenyen, efter det att en brand utbrutit i fastigheten på nyårsdagens morgon 2022.
En 90 centimeter hög staty i brons av Carl Milles, Genius, placerades ut 1940 i det lilla parkområdet intill hållplatsen, men stals under senhösten 2001 efter att ha varit inlämnad på reparation. Statyn är numera på plats igen.  

## Delsjöbäcken
Planer har funnits på att omdana platsen och åter gräva fram delar av Delsjöbäcken som sedan 1968 går i en kulvert under Sankt Sigfrids plan och ner till Mölndalsån, en sträcka på cirka 500 meter. Samtidigt med kulverteringen, breddades Örgrytevägen ytterligare genom stora utsprängningar av berget bakom Ryska konsulatet. Vändslingan skulle då vara kvar och en mindre parkyta skulle anläggas i denna. Avsikten med planerna var att utvecklingen skulle ske med utgångspunkt i den ursprungliga stadsplanens idéer. Delsjöbäckens tidigare sträckning var in i Gamla Örgryte kyrkogårds östra sida, precis vid nuvarande övergångsstället. Efter en sväng inne på kyrkogården följde bäcken Örgrytevägen parallellt, för att därefter försvinna ut i det sydvästra hörnet.
Andra namn på Delsjöbäcken är Kyrkebäcken, Böbäcken, Örgrytebäcken, Kärra Bäck och Store Bäck.
Vid bäcken, helt nära Örgryte gamla kyrka, öppnades 1825 ett varmbadhus av ägaren till Wilhelmsbergs, Gustaf Rudolph Prytz. Föreståndaren hette Inga Hagberg, och de badande kunde välja mellan imbad, saltbad eller ångbad. Man kunde dessutom köpa exempelvis en halvflaska porter eller ett glas likör för 6 shilling. Men eftersom Prytz skapade en fördämning i anslutning till badhuset, blev det problem 1826 med översvämningar för apotekare Cavallin en bit upp längs bäcken. Denne fick sin parkanläggning förstörd. Trädgårdsmästarna Sandgren på Landala herrgård och Stenberg på Liseberg, räknade ut att skadorna, efter förlikning, uppgick till 300 riksdaler banco. Prytz överlät badhuset 1826 till grosshandlare Jonas Anders Kjellberg. Huset köptes 1839 av grosshandlaren i Göteborg, Anders Åkerman. Det fraktades till Särö och placerades vid "Skutehampnen", alltså vid Stallviken på öns sydöstra strand, inte långt från bron till fastlandet. Det var en envånings huskropp med fem fönsteraxlar på långsidorna.
I mitten av 1820-talet inträffade en ruskig händelse som under många år satte sina spår hos befolkningen i Örgryte. En liten postgosse skulle leverera avlöningspengar från en bank i Göteborg till en fabrik i närheten av Sankt Sigfrids plan. En bit ovanför planen skulle han gå över en bro, "Bäckebron," då han överfölls och ströps av två män. Kroppen kastade de i en sjö i Jonseredstrakten. Platsen för mordet undveks därefter under lång tid.

## Bil- och spårvagnstrafik
Den 21 april 1953 godkände Byggnadsnämnden ett förslag till omändring av Sankt Sigfrids plan, vilket skulle åtgärda "de tämligen kaotiska förhållanden som där rådde." Tidigare hade man räknat med att spårväg skulle dras ner genom Sankt Sigfridsgatan, men dessa planer sköts nu på framtiden. Åren 1954–1955 byggdes Sankt Sigfrids plan om till cirkulationsplats av traditionell typ med trafikfördelande refuger vid gatumynningarna. Det blev inte signaldirigering direkt, men kablar lades ner för kommande behov av signalljus. Huvudspåren flyttades och en ny slinga byggdes cirka 40 meter längre upp i backen. Vissa av spåren i Örgrytevägen fick 1968 ett nytt läge vid en gatubreddning i samband med motorvägsbygget genom Gårda. Varje infart till platsen är signalreglerad. De som ska svänga till vänster måste passera två eller tre trafikljus. Spårvagnarna, samt fordon som kommer från Sankt Sigfridsgatan och ska in på Örgrytevägen, går genom rondellen. Sankt Sigfrids plan trafikeras av spårvagnslinje 5 samt busslinje 62. Hållplatsen, som heter Sankt Sigfrids plan, har även en vändslinga för spårvagnar som dock inte används av Göteborgs spårvägs ordinarie trafikvagnar, utom då man behöver kortvända en linje (oftast linje 5). Spårvägssällskapet Ringlinien använder slingan regelbundet då den är den ena ändhållplatsen på Lisebergslinjen.
Spårvägen från Korsvägen till Sankt Sigfrids plan öppnades den 26 oktober 1929, Örgrytelinjen (med vagnnr 53). Omnibusstrafiken som pågått i sju år upphörde därmed. Samtidigt breddades Örgrytevägen och vändslingan mellan landeriet Jakobsdal och Örgryte gamla kyrka, anlades. Den första vändslingan innebar att spåren delade sig mittför Örgryte gamla kyrka. Utfarten (i vänstertrafik) gick i linje med Delsjövägen. Linje 5 som dittills haft sin ändstation vid Getebergsäng flyttades samtidigt över till Sankt Sigfrids plan. Den 26 april 1951 förlängdes linjen till Kålltorp genom Santessonsgatan. Samma år uppfördes en kombination av bensinstation för Svensk-Engelska Mineralolje AB (från år 1938 Shell), taxistation och Pressbyråkiosk i funkisstil. Denna byggnad gav även en vänthall åt spårvägen. Byggnaden ritades av länsarkitekten Erik Friberger. Under 1954–1955 byggdes platsen om, och huvudspåren fick då ett nytt läge som gav plats åt fler körfält intill kyrkogården. Den befintliga funkisbyggnaden revs och en ny bensinstation, kiosk och vänthall uppfördes. Kostnaden för ombyggnaden uppgick till en miljon kronor, förutom kostnaderna för spårvägen. År 1993 fanns planer på att bygga en ny bensinstation på platsen, men planerna kom aldrig att realiseras. Bensinstationen stängdes den 13 januari 2009, och revs några dagar senare.

## Ryska konsulatet
I sydvästra delen av Sankt Sigfrids plan ligger det ryska konsulatet, som är betydligt större än de andra konsulaten i staden. Byggnaden, som till en början var Sovjetunionens konsulat, invigdes 1980, och som en artighet mot Sverige ritades den av en svensk arkitektfirma och byggdes i samma stil som den svenska ambassaden i Moskva. Att konsulatet tillhör Ryssland samt att det på platsen finns ett stort antal trafikljus, har givit platsen smeknamnet "Röda torget". Där det ryska konsulatet nu ligger, fanns under ett antal decennier det privata mentalsjukhuset Betaniastiftelsen, tidigare Jakobsdals herrgårds byggnad (efter apotekaren Hans Jacob Cavallin, begravd på Örgryte gamla kyrkogård). Byggnaden uppfördes på 1820-talet och revs 1976. När sjukhemmet gick i konkurs blev tomten uppköpt av den sovjetiska ambassaden som lät bygga konsulatet. Konsulatet stängdes den 31 augusti 2023, men byggnaden ägs fortsatt av ryska staten.
Natten till den 15 september 1980, döpte några chalmerister om torget till Röda Torget genom att byta ut gatunamnsskyltarna. Konsulatet var då ännu inte inflyttat, men för säkerhets skull var skyltarna även försedda med rysk text. Redan under samma dag var alla utom en skylt utbytt till normalskylt. Den återstående satt på villafastigheten i torgets södra del, så högt att den fick sitta kvar några dagar.

## Sången Sankt Sigfrids plan
Sankt Sigfrids plan har blivit besjungen av Galenskaparna och After Shave i sången "Sankt Sigfrids plan", som består av en satirisk text till melodin "Elmer's tune" från 1941. Elmer Albrecht och RH Jurgens är upphovsmän till melodin och Glenn Miller hade stor framgång med den på 1940-talet. "Sankt Sigfrids plan" framfördes av sånggruppen "Voices from heaven" i En himla många program som sändes 1989–1990.